# Liga Regional Ceresina de Fútbol
La Liga Regional Ceresina de Fútbol (cuyas siglas son LRCF) es una de las Ligas regionales de fútbol en Argentina y es una entidad que organiza la práctica deportiva del fútbol oficial en la ciudad de Ceres y alrededores.
Tiene sede en calle Av. Tristán Malbrán 331 en la ciudad de Ceres y en la actualidad es presidida por Jorge Keller.

## Historia
Nacida con la aparición del fútbol profesional en la República Argentina, la Liga Ceresina sigue afiliada oficialmente a la AFA (Consejo federal del Fútbol), y la Federación santafesina de este deporte.
A lo largo de su historia muchas fueron las circunstancias felices y otras no tanto que atravesó la institución madre del fútbol zonal, entre las más penosas, se encuentra un grave incendio en las instalaciones de la liga a fines de los años '60, que consumieron gran parte de los expedientes y estadísticas oficiales que obraban en poder la entidad, parte de su historia escrita se la llevó aquel siniestro.
Hoy la liga se encuentra afirmada y consolidada como una liga referente del fútbol del interior, tras la última determinación jurisdiccional del Consejo Federal tiene una vasta región bajo su comando.
Sus equipos afiliados van desde la localidad de Palacios (San Cristóbal) hasta Gato Colorado (dpto. 9 de Julio), pasando por jurisdicciones de dos departamentos de la provincia de Santa Fe, y uno de las provincia de Santiago del Estero (Rivadavia).
Su estructura actual depende de la organización de torneos denominados Superior (primera A y Sub-21), inferiores (5.º, 6.º, 7.º, 8.º y categorías formativas) y Liga B (equipos de localidades pequeñas). 20 equipos son los que actualmente participan como afiliados en sus torneos oficiales.
En la actualidad la entidad deportiva cuenta con su propio colegio de árbitros, que lleva el nombre de alguien que también ha estado en canchas de la liga ceresina como hombre de negro, Darío García, muchos de estos árbitros conforman la tabla de méritos del consejo federal y llevan arbitrajes a distintos lugares del país, y en distintos torneos nacionales.
Por sus canchas a lo largo de la historia han pasado grandes jugadores, algunos de ellos triunfando en grandes clubes de la AFA, como así también integrando cuerpos técnicos referentes del fútbol nacional, los mejores árbitros que se recuerden del fútbol argentino han dirigido partidos oficiales en las canchas de la Ceresina. 
Entre sus principales logros deportivos se encuentran dos copas de campeones de la provincia obtenidas por San Lorenzo de Tostado y el Club Atlético Ceres Unión.
En la actualidad varias de sus instituciones afiliadas han ido mejorando sus estadios a tono con las exigencias del Consejo Federal para poder participar en torneos nacionales como el torneo del interior

## Equipos afiliados
| Equipo                                                 | Ciudad         | Año de Fundación | Provincia           |
| ------------------------------------------------------ | -------------- | ---------------- | ------------------- |
| Club Atlético San Lorenzo de Ambrosetti                | Ambrosetti     | 1949             | Santa Fe            |
| Club Unión Deportiva Arrufo                            | Arrufó         | 1950             | Santa Fe            |
| Club Unión y Juventud                                  | Bandera        | 1981             | Santiago del Estero |
| Club Atlético Ceres Unión Social, Cultural y Deportivo | Ceres          | 1964             | Santa Fe            |
| Club Central Argentino Olímpico                        | Ceres          | 1961             | Santa Fe            |
| Club Unión Social y Deportiva Hersilia                 | Hersilia       | 1972             | Santa Fe            |
| Club Cultural y Deportivo Ferro DHO                    | San Cristóbal  | 1981             | Santa Fe            |
| Club Unión Cultural y Deportiva San Guillermo          | San Guillermo  | 1947             | Santa Fe            |
| Club Atlético Selva                                    | Selva          | 1970             | Santiago del Estero |
| Club Atlético Tostado                                  | Tostado        | 1989             | Santa Fe            |
| Club San Lorenzo                                       | Tostado        | 1918             | Santa Fe            |
| Club Sportivo Villa Minetti                            | Villa Minetti  | 1940             | Santa Fe            |
| Club Atlético Libertad Trinidad                        | Villa Trinidad | 1928             | Santa Fe            |

| Equipos con este fondo, no participan de la temporada 2020. |

## Campeones por año
| Temporada | Anual                                             |                                                   |
| 1930      | Central Argentino (Ceres)                         | Central Argentino (Ceres)                         |
| 1931      | Club unión deportiva arrufó                       | Club unión deportiva arrufó                       |
| 1932      | Club unión deportiva arrufó                       | Club unión deportiva arrufó                       |
| 1933      | Club unión deportiva arrufó                       | Club unión deportiva arrufó                       |
| 1934      | Central Argentino (Ceres)                         | Central Argentino (Ceres)                         |
| 1935      | Club unión deportiva arrufó                       | Club unión deportiva arrufó                       |
| 1936      | Club unión deportiva arrufó                       | Club unión deportiva arrufó                       |
| 1937      | Club unión deportiva arrufó                       | Club unión deportiva arrufó                       |
| 1938      | Club unión deportiva arrufó                       | Club unión deportiva arrufó                       |
| 1939      | Club unión deportiva arrufó                       | Club unión deportiva arrufó                       |
| 1940      | Club unión deportiva arrufó                       | Club unión deportiva arrufó                       |
| 1941      | Club unión deportiva arrufó                       | Club unión deportiva arrufó                       |
| 1942      | Club unión deportiva arrufó                       | Club unión deportiva arrufó                       |
| 1943      | Club unión deportiva arrufó                       | Club unión deportiva arrufó                       |
| 1944      | Central Argentino (Ceres)                         | Central Argentino (Ceres)                         |
| 1945      | Central Argentino (Ceres)                         | Central Argentino (Ceres)                         |
| 1946      | Juventud Foot-ball Club (San Guillermo)           | Juventud Foot-ball Club (San Guillermo)           |
| 1947      | Club unión deportiva arrufó                       | Club unión deportiva arrufó                       |
| 1948      | Club unión deportiva arrufó                       | Club unión deportiva arrufó                       |
| 1949      | Club unión deportiva arrufó                       | Club unión deportiva arrufó                       |
| 1950      | Club unión deportiva arrufó                       | Club unión deportiva arrufó                       |
| 1951      | Central Argentino (Ceres)                         | Central Argentino (Ceres)                         |
| 1952      | Club unión deportiva arrufó                       | Club unión deportiva arrufó                       |
| 1953      | Sol de Mayo (Ambrosetti)                          | Sol de Mayo (Ambrosetti)                          |
| 1954      | Club unión deportiva arrufó                       | Club unión deportiva arrufó                       |
| 1955      | Club unión deportiva arrufó                       | Club unión deportiva arrufó                       |
| 1956      | Club unión deportiva arrufó                       | Club unión deportiva arrufó                       |
| 1957      | Club unión deportiva arrufó                       | Club unión deportiva arrufó                       |
| 1958      | Club unión deportiva arrufó                       | Club unión deportiva arrufó                       |
| 1959      | Club Atlético Libertad Trinidad                   | Club Atlético Libertad Trinidad                   |
| 1960      | Club unión deportiva arrufó                       | Club unión deportiva arrufó                       |
| 1961      | Club Atlético San Lorenzo (Ambrosetti)            | Club Atlético San Lorenzo (Ambrosetti)            |
| 1962      | Club unión deportiva arrufó                       | Club unión deportiva arrufó                       |
| 1963      | Club unión deportiva arrufó                       | Club unión deportiva arrufó                       |
| 1964      | Club unión deportiva arrufó                       | Club unión deportiva arrufó                       |
| 1965      | Club unión deportiva arrufó                       | Club unión deportiva arrufó                       |
| 1966      | Club Central Argentino Olímpico                   | Club Central Argentino Olímpico                   |
| 1967      | Club unión deportiva arrufó                       | Club unión deportiva arrufó                       |
| 1968      | Club Central Argentino Olímpico                   | Club Central Argentino Olímpico                   |
| 1969      | Club unión deportiva arrufó                       | Club unión deportiva arrufó                       |
| 1970      | Club Atlético Ceres Unión                         | Club Atlético Ceres Unión                         |
| 1971      | Club Central Argentino Olímpico                   | Club Central Argentino Olímpico                   |
| 1972      | Club Central Argentino Olímpico                   | Club Central Argentino Olímpico                   |
| 1973      | Club Atlético Libertad Trinidad                   | Club Atlético Libertad Trinidad                   |
| 1974      | Club Central Argentino Olímpico                   | Club Central Argentino Olímpico                   |
| 1975      | Club San Lorenzo de Tostado                       | Club San Lorenzo de Tostado                       |
| 1976      | Club San Lorenzo de Tostado                       | Club San Lorenzo de Tostado                       |
| 1977      | Club Unión Cultural y Deportiva (San Guillermo)   | Club Unión Cultural y Deportiva (San Guillermo)   |
| 1978      | Club Unión Cultural y Deportiva (San Guillermo)   | Club Unión Cultural y Deportiva (San Guillermo)   |
| 1979      | Club unión deportiva arrufó                       | Club unión deportiva arrufó                       |
| 1980      | Club unión deportiva arrufó                       | Club unión deportiva arrufó                       |
| 1981      | Club Unión Deportiva (Arrufó)                     | Club Unión Deportiva (Arrufó)                     |
| 1982      | Club Atlético Ceres Unión                         | Club Atlético Ceres Unión                         |
| 1983      | Club Atlético Ceres Unión                         | Club Atlético Ceres Unión                         |
| 1984      | Club Atlético Ceres Unión                         | Club Atlético Ceres Unión                         |
| 1985      | Club Atlético Ceres Unión                         | Club Atlético Ceres Unión                         |
| 1986      | Club Atlético Ceres Unión                         | Club Atlético Ceres Unión                         |
| 1987      | Club Atlético Ceres Unión                         | Club Atlético Ceres Unión                         |
| 1988      | Club Atlético Ceres Unión                         | Club Atlético Ceres Unión                         |
| 1989      | Club Deportivo y Culral Ferrodho (San Cristobal)  | Club Deportivo y Culral Ferrodho (San Cristobal)  |
| 1990      | Club Atlético Ceres Unión                         | Club Atlético Ceres Unión                         |
| 1991      | Club Atlético Ceres Unión                         | Club Atlético Ceres Unión                         |
| 1992      | Club San Lorenzo de Tostado                       | Club San Lorenzo de Tostado                       |
| 1993      | Club San Lorenzo de Tostado                       | Club San Lorenzo de Tostado                       |
| 1994      | Club Sportivo Villa Minetti (Villa Minetti)       | Club Sportivo Villa Minetti (Villa Minetti)       |
| 1995      | Club Atlético Libertad Trinidad                   | Club Atlético Libertad Trinidad                   |
| 1996      | Club Sportivo Villa Minetti (Villa Minetti)       | Club Sportivo Villa Minetti (Villa Minetti)       |
| 1997      | Club Atlético Tostado                             | Club Atlético Tostado                             |
| 1998      | Club Central Argentino Olímpico                   | Club Central Argentino Olímpico                   |
| 1999      | Club Atlético Libertad Trinidad                   | Club Atlético Libertad Trinidad                   |
| 2000      | Club Unión Social y Deportiva (Hersilia)          | Club Unión Social y Deportiva (Hersilia)          |
| 2001      | Club Central Argentino Olímpico                   | Club Central Argentino Olímpico                   |
| 2002      | Club Atlético Selva (Selva - Santiago del Estero) | Club Atlético Selva (Selva - Santiago del Estero) |
| 2003      | Club Atlético Libertad Trinidad                   | Club Atlético Libertad Trinidad                   |
| 2004      | Club Atlético Selva (Selva - Santiago del Estero) | Club Atlético Selva (Selva - Santiago del Estero) |
| 2005      | Club Atlético Tostado                             | Club Atlético Tostado                             |
| 2006      | Club Atlético Selva (Selva - Santiago del Estero) | Club Atlético Selva (Selva - Santiago del Estero) |
| 2007      | Club Atlético Libertad Trinidad                   | Club Atlético Libertad Trinidad                   |
| 2008      | Club Atlético Ceres Unión                         | Club Atlético Ceres Unión                         |
| 2009      | Club Unión Cultural y Deportiva (San Guillermo)   | Club Unión Cultural y Deportiva (San Guillermo)   |
| 2010      | Club Unión Cultural y Deportiva (San Guillermo)   | Club Unión Cultural y Deportiva (San Guillermo)   |
| 2011      | Club Atlético Selva (Selva - Santiago del Estero) | Club Atlético Selva (Selva - Santiago del Estero) |
| 2012      | Club Atlético Tostado                             | Club Atlético Tostado                             |
| 2013      | Club Atlético Tostado                             | Club Atlético Tostado                             |
| 2014      | Club Atlético Libertad Trinidad                   | Club Atlético Libertad Trinidad                   |
| 2015      | Club Atlético Ceres Unión                         | Club Atlético Ceres Unión                         |
| 2016      | Club Atlético Tostado                             | Club Atlético Tostado                             |
| 2017      | Club Atlético Tostado                             | Club Atlético Tostado                             |
| 2018      | Club Central Argentino Olímpico                   | Club Central Argentino Olímpico                   |
| 2019      | Club Atlético Tostado                             | Club Atlético Tostado                             |
| 2021      | Club Atlético Libertad Trinidad                   | Club Atlético Libertad Trinidad                   |
| 2022      | Club Atlético Tostado                             | Club Atlético Tostado                             |
| 2023      | Club Atlético Tostado                             | Club Atlético Tostado                             |
| 2024      | Club Atlético San Lorenzo de Ambrosetti           | Club Atlético San Lorenzo de Ambrosetti           |

## Palmarés
| Equipo                          | Ciudad         | Año de fundación | Campeonatos | Años de campeonatos                                                    |
| ------------------------------- | -------------- | ---------------- | ----------- | ---------------------------------------------------------------------- |
| Club Atlético Ceres Unión       | Ceres          | 1964             | 12          | 1970, 1982, 1983, 1984, 1985, 1986, 1987, 1988, 1990, 1991, 2008, 2015 |
| Club Atlético Tostado           | Tostado        | 1989             | 9           | 1997, 2005, 2012, 2013, 2016, 2017, 2019, 2022, 2023                   |
| Club Centro Argentino Olímpico  | Ceres          | 1961             | 8           | 1966, 1968, 1971, 1972, 1974, 1998, 2001, 2018                         |
| Club Atlético Libertad Trinidad | Villa Trinidad | 1928             | 8           | 1959, 1973, 1995, 1999, 2003, 2007, 2014, 2021                         |
| Central Argentino               | Ceres          | -                | 5           | 1930, 1934, 1944, 1945, 1951                                           |
| Club San Lorenzo                | Tostado        | 1918             | 4           | 1975, 1976, 1992, 1993                                                 |
| Club Atlético Selva             | Selva          | 1970             | 4           | 2002, 2004, 2006, 2011                                                 |
| Club Unión Cultural Y Deportiva | San Guillermo  | 1947             | 4           | 1977, 1978, 2009, 2010                                                 |
| Club Atlético San Lorenzo       | Ambrosetti     | 1949             | 2           | 1961, 2024                                                             |
| Juventud Foot-ball              | San Guillermo  | -                | 1           | 1949                                                                   |
| Sol De Mayo                     | Ambrosetti     | 1949             | 1           | 1949                                                                   |
| Club Unión Deportiva            | Arrufó         | 1950             | 1           | 1981                                                                   |
| Club Unión Social Y Deportivo   | Hersilia       | 1972             | 1           | 2000                                                                   |

- Datos: Q62815060